# Frank van der Zwan
Frank van der Zwan (*  27. Juli 1988 in Delft) ist ein niederländischer Fußballspieler. Seit der Winterpause 2008/09 steht der Stürmer beim niederländischen Erstligisten FC Utrecht unter Vertrag.

## Karriere
Van der Zwan spielte bis Juli 2007 beim ADO Den Haag, ehe er in die Nachwuchsabteilung des FC Utrecht wechselte. Zum Beginn der Saison 2008/09 rutschte er in den Profikader der Klub, wurde aber kurzum an den HFC Haarlem in die Eerste Divisie verliehen. Am 8. August 2008 gab der Angreifer sein Profidebüt gegen den TOP Oss. Dabei wurde er in der 74. Minute für Laurens an Mound eingewechselt. Bis zur Winterpause der Spielzeit setzt er sich im Sturm des HFC durch. Wegen der Verletzungen von Ali Boussaboun und Morten Skoubo sowie der Formschwäche von Cedric van der Gun entschieden die Utrecht-Verantwortlichen nach der Hinrunde den Stürmer wieder zurückzuholen. Kurz nach seiner Rückkehr verletzte sich der Jungspieler allerdings und fiel für den Rest der Saison aus. Trotzdem wurde sein Vertrag im April 2009 um ein Jahr verlängert. Zum Folgejahr bewies van der Zwan seine Torgefährlichkeit in der Reservemannschaft des FC Utrecht. Dies brachte ihm seinen ersten Profieinsatz für den FCU. Am 28. März 2010 wechselte ihn Utrecht-Trainer Ton du Chatinier im Heimspiel gegen RKC Waalwijk in der 85. Minute für Ricky van Wolfswinkel ein. Die Partie wurde 2:0 gewonnen. Auch am Folgespieltag wurde van der Zwan eingesetzt. Trotzdem entschied sich der Offensivspieler im Sommer 2010 zu einem Wechsel zum Zweitligisten Go Ahead Eagles. Mit den Eagles erspielt sich van der Zwan 2010/11 Platz sieben in der Eerste Divisie und damit das Recht zur Teilnahme an der Aufstiegsrunde zur Eredivisie. Dort scheiterte man jedoch in der ersten Runde mit 0:1 und 1:2 am FC Den Bosch. Van der Zwan wurde in beiden Begegnungen eingewechselt. Sein aktueller Vertrag bei den Eagles läuft bis Sommer 2012.